# Lauren Wilkinson
Lauren Wilkinson, född den 17 oktober 1989 i Vancouver i Kanada, är en kanadensisk roddare.
Hon tog OS-silver i åtta med styrman i samband med de olympiska roddtävlingarna 2012 i London.